# Карло Рустікеллі
Ка́рло Рустіке́ллі (італ. Carlo Rustichelli; 24 грудня 1916, Карпі, Емілія-Романья, Італія — 13 листопада 2004, Рим, Лаціо, Італія) — італійський композитор. Батько композитора і піаніста Паоло Рустікеллі (нар. 1957).

## Біографія
Закінчив Болонську консерваторію. З 1939 року писав музику для кіно («Papà per una notte»). Багато і плідно співпрацював з режисером П'єтро Джермі. Працював також з іншими італійськими режисерами, такими як: Дзампа, Монічеллі, Коменчіні, Болоньїні, Брагалья, Понтекорво, Ванчіні, Різі, Монтальдо, Ліццані, Лой, Бертолуччі, Даміані, Бава, Кастеллані, Фульчі, Блазетті, Пазоліні, Камеріні, Корбуччі, Д'Амато й іншими. Писав музику до фільмів зарубіжних режисерів: Саури, Годара, Девіля, Граньє-Дефера, Дере, Молінаро, Вайлдера, Рязанова й багатьох інших. Всього написав музику майже до 300 картин.
В Італії присуджують премію його імені. Його ім'ям названо один з астероїдів — «38541 Rustichelli».
Був одружений з відомою італійською естрадною співачкою Алідою Келлі (1943—2012)[уточнити].

## Вибрана фільмографія
- 1948 — Втрачена молодість/ Gioventù perduta
- 1949 — Під небом Сицилії/ In nome della legge
- 1950 — Тото шукає квартиру/ Totò cerca casa
- 1952 — П'явська легенда/La leggenda del Piave
- 1954 — Сміятися! Сміятися! Сміятися!/Ridere! Ridere! Ridere!
- 1956 — Машиніст/ Il Ferroviere
- 1958 — Безхарактерний чоловік/ L'uomo di paglia
- 1958 — Людина в коротких штанцях/ L'amore più bello
- 1959 — Проклята плутанина/ Un maledetto imbroglio
- 1959 — Ганнібал/ Annibale
- 1960 — Капо/ Kapò
- 1960 — Довга ніч сорок третього року/ La lunga notte del '43
- 1960 — Аргонавти: У пошуках золотого руна/ I giganti della Tessaglia
- 1960 — Триспальне ліжко/Letto a tre piazze
- 1960 — Кохання в Римі / Un amore a Roma
- 1961 — День лева/ Un giorno da leoni  (в радянському прокаті «Пароль» Вікторія "")
- 1961 — Розлучення по-італійськи/ Divorzio all'italiana
- 1962 — Кістлява смерть/ La commare secca  (з П'єро Піччоні)
- 1962 — Чотири дні Неаполя/ Le quattro giornate di Napoli
- 1962 — Мама Рома/Mamma Roma
- 1962 — РоГоПаГ/ Ro.Go.Pa.G.
- 1963 — Батіг і тіло/ La frusta e il corpo
- 1963 — Товариші/I compagni
- 1963 — Наречена Бубе/La ragazza di Bube
- 1963 — Спокушена і покинута/ Sedotta e abbandonata
- 1963 — Бурхливе море/ Mare matto
- 1964 — Шість жінок для вбивці/ Sei donne per l'assassino
- 1965 — Пані та панове/ Signore & signori
- 1965 — Зроблено в Італії / (Made in Italy)
- 1966 — Армія Бранкалеоне / (L'armata Brancaleone)
- 1966 — Операція «Страх»/ Operazione paura
- 1967 — Аморальний/L'immorale  (з Луїджі Стокке)
- 1967 — Бог пробачить ... Я - ні!/ Dio perdona … Io no!
- 1968 — Одіссея/ Odissea  (міні-серіал)
- 1968 — Козирний туз/ I quattro dell'Ave Maria
- 1968 — Серафіно/ Serafino
- 1968 — Сатирикон /  Satyricon
- 1968 — Ніні Тірабушо: жінка, яка вигадала рух/Ninì Tirabusciò, la donna che inventò la mossa
- 1970 — Каштани — смачні/ Le castagne sono buone
- 1971 — Історія кохання і кинджала / (Er più: storia d'amore e di coltello)
- 1971 — Іменем італійського народу / (In nome del popolo italiano ) (в радянському прокаті «Півмільярда за алібі»)
- 1971 — Затриманий чекаючи судового розгляду / (Detenuto in attesa di giudizio)
- 1972 — Аванті!/ Avanti!
- 1972 — Альфредо, Альфредо/ Alfredo Alfredo
- 1973 — Хочемо полковників/ Vogliamo i colonnelli
- 1973 — Емігрант/ L'emigrante
- 1973 — Неймовірні пригоди італійців у Росії (СРСР — Італія)
- 1974 — Злочин в ім'я любові[it] / Delitto d'amore
- 1975 — Мої друзі / Amici miei
- 1976 — Жінка в вікні[fr] / Une femme à sa fenêtre
- 1976 — Банда / Le Gang
- 1976 — Аси в небі / Aces High
- 1977 — Поспішний чоловік[fr] / L'homme pressé
- 1978 — Дядько Адольф на прізвисько Фюрер / Zio Adolfo, in arte Führer
- 1979 — Вбивство на Тибру / Assassinio sul Tevere
- 1981 — Ліс любові[it] / Bosco d'amore
- 1982 — Мої друзі-2[it] / Amici miei — Atto II °
- 1982 — Орел або решка[it] / Testa o croce (з Паоло Рустікеллі)
- 1985 — Мої друзі-3[it] / Amici miei — Atto III°